# 비주류 경제학
비주류 경제학(Heterodox economics)은 주류가 아닌 경제학이다.

## 예시
- 마르크스 경제학
- 진화경제학
- 지공주의
- 오스트리아 학파
- 여성주의 경제학
- 생태경제학

## 같이 보기
- 역성장
- 실제 경제학의 기초